# Bischheim, Bas-Rhin

Bischheim este o comună în departamentul Bas-Rhin, Franța. În 1 ianuarie 2022 avea o populație de 18.289 de locuitori.